# Mark (drengenavn)
 For alternative betydninger, se Mark. (Se også artikler, som begynder med Mark)
Mark er et drengenavn, der stammer fra latin og betyder "hammer". Det kan også have forbindelse til den romerske gud Mars. Variationen Marc (skotsk-gælisk) forekommer ligeledes, og omkring 7.500 danskere bærer et af disse navne ifølge Danmarks Statistik.
Navnet er tæt beslægtet med Marcus (germansk), og en række variationer heraf kan også have forbindelse til Mark.

## Kendte personer med navnet
- Marc Chagall, russisk maler.
- Mark Knopfler, skotsk musiker og komponist.
- Mark Spitz, amerikansk svømmer.
- Mark Strudal, dansk fodboldspiller.
- Mark Twain, amerikansk forfatter.
- Mark Viduka, australsk fodboldspiller.